# Урошевић
Урошевић је српско презиме настало од мушког имена Урош. Познате особе са овим именом су:
- Александра Урошевић (рођена 1985), српски драмски писац и редитељ
- Божидар Урошевић (рођен 1975), фудбалски голман
- Новица Урошевић (1945–2009), народни певач и композитор
- Слободан Урошевић (рођен 1994), фудбалски дефанзивац